# Roy Seawright
Roy W. Seawright (* 19. November 1905 in Los Angeles County, Kalifornien; † 30. April 1991 in Torrance, Kalifornien) war ein US-amerikanischer Spezialeffektkünstler, der von 1940 bis 1942 dreimal für den Oscar in der Kategorie Beste Spezialeffekte, inzwischen Beste visuelle Effekte nominiert wurde.

## Leben
Sein Vater war Chefarchitekt von Hal Roachs Culver City Studios. Er starb im Jahr 1919 während eines Unfalls beim Bau des Komplexes. Roy Seawright begann 1920 in besagtem Studio als Laufbursche, später in der Hausverwaltung zu arbeiten. 1927 wurde er Leiter des Roach Animation Department. Seine Animationen wurden in vielen Riach Studio-Kurzfilmen gezeigt, in dem Film Rache ist süß aus dem Jahr 1934 zeichnete er beispielsweise eine Stop-Motion-Animationssequenz, in der er Spielzeugsoldaten marschieren ließ.
1937 arbeitete er als Leiter der Prozessabteilung für den Film Topper geht auf Reisen, für den er 1940 für den Oscar in der Kategorie Beste Spezialeffekte nominiert wurde. 1940 war er bei dem Film Tumak, der Herr des Urwalds für die photographischen Effekte zuständig. Für den Film animierte er Dinosaurier, die in vielen weiteren Filmen der Hal Roach Studios verwendet wurden. Für diesen Film und die Fortsetzung von Topper geht auf Reisen, Topper 2 – Das Gespensterschloß wurde er zwei weitere Male für den Oscar nominiert.
Während des Zweiten Weltkriegs wurde er Major in der United States Army Air Forces. Von deren Filmproduktionsgesellschaft First Motion Picture Unit wurde er beauftragt, für militärische Ausbildungsfilme Spezialeffekte zu produzieren. Er verließ Hal Roach nach der Rückkehr von der Armee und arbeitete anschließend für Eagle-Lion Films. In den 1950er Jahren wurden in Filmen wie Jungle Manhunt, Teenage Cave Man und Ghost Diver Archivaufnahmen von Seawrights Dinosaurier-Animationen verwendet. Er starb im Jahr 1991 im Alter von 85 Jahren.

## Filmografie
- 1927: The Glorious Fourth (Glorreiche Vierte)
- 1930: Dick und Doofs Lachparade (Brats)
- 1930: Dick und Doof – Jubel, Trubel, Heiterkeit (Blotto)
- 1934: Rache ist süß (Babes in Toyland)
- 1935: Die tapferen Schotten (Bonnie Scotland)
- 1936: Das Mädel aus dem Böhmerwald (The Bohemian Girl)
- 1937: Framing Youth
- 1937: Topper – Das blonde Gespenst (Topper)
- 1937: Our Gang Follies of 1938
- 1938: Topper geht auf Reisen (Topper Takes a Trip)
- 1938: Hide and Shriek
- 1938: The Awful Tooth
- 1938: Three Men in a Tub
- 1938: Bear Facts
- 1939: Von Mäusen und Menschen (Of Mice and Men)
- 1940: Die Dame ist der Gatte (Turnabout)
- 1940: Laurel & Hardy – Auf hoher See (Saps at Sea)
- 1940: Tumak, der Herr des Urwalds (One Million B.C.)
- 1941: Niagara Falls
- 1941: Broadway Limited
- 1941: Topper 2 – Das Gespensterschloß (Topper Returns)
- 1947: The Gangster
- 1949: Rauschgiftbrigade (Port of New York)
- 1949: Die Menschenfalle (Trapped)
- 1949: Raubkatze (The Big Cat)
- 1952: Die Insel der unberührten Frauen (Untamed Women)